# Glossosoma capitatum
Glossosoma capitatum är en nattsländeart som beskrevs av Martynov 1913. Glossosoma capitatum ingår i släktet Glossosoma och familjen stenhusnattsländor. Inga underarter finns listade i Catalogue of Life.